# Útitárs
Az Útitárs útikönyv-sorozatot a DK (Dorling Kindersley Book) brit könyvkiadó adja ki.
Magyarországon a Grafo Könyvkiadó és a Panemex Kiadó közös gondozásában jelent meg, többek között az Alexandra, Libri és a Térképkirály forgalmazza. A könyv először 1996-ban készült, és azóta jelenik meg, éves frissítéssel.
A könyvnek három fajtája van:
- Útitárs
- TOP 10
- Zsebútitárs

## Útitárs
Ebben a sorozatban országok és városok jelentek meg már 1996 óta. Ma már inkább a frissített, 2006-os változat kapható.

## A sorozatban megjelent
- Amszterdam
- Ausztrália
- Ausztria
- Barcelona és Katalónia
- Berlin
- Bécs
- Brazília
- Brüsszel
- Budapest
- Csehország és Szlovákia
- Dél-Afrika
- Egyiptom
- Firenze és Toszkána
- Franciaország
- Görögország
- Görög szigetek
- Hollandia
- Horvátország
- India
- Írország
- Japán
- Jeruzsálem és a Szentföld
- Kanári-szigetek
- Kína
- Kuba
- Lengyelország
- Loire-völgy
- London
- Mexikó
- Moszkva
- Nagy-Britannia
- New York
- Németország
- Olaszország
- Párizs
- Portugália
- Prága
- Róma
- Skócia
- Spanyolország
- Stockholm
- Svájc
- Szentpétervár
- Törökország
- USA
- Velence

## Felépítés
Mindegyik könyv az adott ország, ill. város történelmével, valamint annak rövid bemutatásával kezdődik. Az adott várost/országot körzetekre osztja a könyv és azokat külön fejezetben bemutatja, térképekkel ellátva. A teljes térkép, a körzetek beosztásával feltüntetve a belső borítón található. A másik belső borítón (a városos könyvekben) a belváros  térképe található. Mindegyik fejezet térképekkel, ábrákkal, fényképekkel, tanácsokkal, tippekkel és leírással van ellátva. A körzetek bemutatása után az "Amire az utazónak szüksége van." rész következik. Itt tippeket, tanácsokat, telefonszámokat, szálloda, illetve étteremajánlatokat árakkal, piacok, bárok, áruházak leírását, fontos információkat, gyakorlati tanácsokat találunk. Ezután a térkép, valamint a szótár következik.
Az összes könyv bőven el van látva fotókkal.